# Highway (musikgrupp)
Highway, bildad 2015 i Podgorica, är en montenegrinsk musikgrupp.

## Eurovision
Den 2 oktober 2015 meddelades det att Highway blivit utvald internt av RTCG till att representera Montenegro i Eurovision Song Contest 2016 i Stockholm. Gruppens bidrag "The Real Thing" presenterades den 4 mars 2016.
Gruppen framförde bidraget i den första semifinalen i Globen den 10 maj 2016, men den gick inte vidare till final.

## Medlemmar
- Petar Tošić – sång
- Marko Pešić – gitarr, bakgrundssång
- Luka Vojvodić – gitarr, bakgrundssång
- Bojan Jovović – keyboard

## Diskografi

### Singlar
- 2016 - "The Real Thing"